# Allstedt-Kaltenborn
Allstedt-Kaltenborn foi uma Verwaltungsgemeinschaft ("municipalidade coletiva"), no distrito de Mansfeld-Südharz, estado da Saxônia-Anhalt, Alemanha. 
Situada a leste de Sangerhausen, tinha sua sede em Allstedt. 
Foi dissolvida em 1 de janeiro de 2010.

## Cidades
Pertencem a seu território as cidades:
| 1. Allstedt 2. Beyernaumburg 3. Emseloh 4. Holdenstedt 5. Katharinenrieth 6. Liedersdorf 7. Mittelhausen | 1. Niederröblingen 2. Nienstedt 3. Pölsfeld 4. Sotterhausen 5. Winkel 6. Wolferstedt |